# Furajtan
Furajtan (arab. فريتان) – wieś w Syrii, w muhafazie Hama. W 2004 roku liczyła 186 mieszkańców.